# Iain Duncan Smith
George Iain Duncan Smith (n. 9 de abril de 1954, Edimburgo, Escocia) es un político británico del Partido Conservador. Fue líder del Partido Conservador de 2001 a 2003 y ha sido miembro del Parlamento desde 1992. Desde mayo de 2010 hasta su renuncia el 18 de marzo de 2016 fue Ministro de Trabajo y de Jubilaciones en el gabinete de David Cameron. Dimitió ante los recortes que el gobierno había anunciado en el presupuesto de 2016 en materia de ayuda y a personas discapacitadas. Se trata de una "protesta" ante las medidas  que, según el propio ministro, eran indefendibles. mientas negó que su renuncia fue por su euroscepticismo. Apoyó la salida del Reino Unido de la Unión Europea en el Referéndum sobre la permanencia del Reino Unido en la Unión Europea.